# محمد خير الدين البسكري
الشيخ محمد خير الدين الفرفاري البسكري

## نشأته ودراسته
ولد محمد خير الدين في شهر ديسمبر سنة 1902 م ببلدة فرفار بواحات الزيبان ببسكرة، من أب يدعى خير الدين بن محمد أبي جملين، وأم هي الحاجة الزهراء بنت المغربي، ونشأ مع أربعة إخوة ولدوا بعده.واهتم والده بتربيته وتربية إخوته تربية دينية إسلامية، فغرس في نفوسهم حب الفضيلة وتعوّد أداء الصلوات في أوقاتها وتعلم القرآن الكريم. وعندما حفظ القرآن العظيم ارتحل في طلب العلم إلى قسنطينة، وانضم إلى (مسجد الأربعين شريفا) وتعلم فيه النحو والفقه على الشيخ الطاهر بن زكوطة الذي اشتغل فيه بالإمامة والتدريس، وهو أحد علماء قسنطينة. وفي سنة 1918 هاجر إلى تونس وأقام في الزيتونة سبع سنوات حصل بعدهاعلى (شهادة التطويع) وذلك في سنة 1925، وقبل أن ينهي تعليمه بتونس بعام أي في سنة 1924 توفي
والده فيقول عن ذلك: "عدت إلى الجزائر في عام 1925 وكان والدي –رحمه الله- قد توفي في أواخر عام 1924 عن عمر لم يتجاوز تسعة وأربعين عاما فألفيت
نفسي أمام وضع جديد كان لزاما علي أن أواجه وأن أتحمل فيه المسؤولية كاملة فقمت بتربية إخوتي وتوجيههم الّتوجيه السليم، وحافظت على ما ترك والدنا من ثروة الأملاك الفلاحية والتجارية، واجتهدت في العمل على تنميتها وتنظيمها معهم".

## معجمعية العلماء المسلمين الجزائريين
كان للشيخ دور بارز إلى جانب علماء الجمعية، فهو من المؤسسين الأوائل للجمعية، حيث حضر اجتماع الرواد عام 1928 م، مع الشيخ عبد الحميد بن باديس والشيخ محمد البشير الإبراهيمي والشيخ مبارك الميلي والشيخ الطيب العقبي والشيخ العربي التبسي والشيخ السعيد الزاهري، وكانت أول مسؤولية كّلفه بها الشيخ عبد الحميد بن باديس هو الوعظ والإرشاد في منطقة فرفار وضواحيها، ومنذ تأسيس الجمعية إلى غاية حل نفسها عام 1956 تولى عدة وظائف ومسؤوليات من بينها:
- عين كعضو مستشار في الاجتماع الثاني للجمعية عام 1932 عاما لها؛
- عين كعضو في اللجنة التنفيذية للمؤتمر الإسلامي عام 1936 م؛
- توّلى تسيير جمعية «إعانة الفقراء» ببسكرة إلى جانب الدكتور سعدان؛
- عين كاتبا عاما لمدرسة الإخاء للتربية والتعليم ببسكرة عام 1931؛
- تولى نيابة رئاسة جمعية العلماء في عهدها الثاني من 1946 إلى 1956، إلى جانب الشيخ العربي التبسي؛
- تولى نيابة إدارة معهد ابن باديس بقسنطينة الذي تأسس سنة 1947م؛
- ترأس لجنة التعليم التي كانت تشرف على المدارس وتنظيم شؤونها؛
- تولى منصب «أمين مال الجمعية» بعد وفاة الشيخ مبارك الميلي؛
- كان عضوا مؤسسا في جبهة الدفاع عن الحرية واحترامها، التي تأسست في أوت 1951 م، ومعه الشيخ العربي التبسي، وقد شاركا باسم جمعية العلماء إلى جانب اتجاهات أخرى.

## مع الثورة المباركة
وحين انطلقت الثورة التحريرية وقف أمام تلاميذ معهد ابن باديس وأساتذته محرّضا على الدخول في خضم الجهاد السياسي والعسكري فبدأ بنفسه وأخذ يعمل في ميادين جبهة التحرير الوطني مع قادتها، ومما مارسه من الوظائف والمسؤوليات أثناء الثورة:
- عين كممثل لجبهة التحرير الوطني في المغرب؛
- شارك في مؤتمر طنجة المنعقد من 27-30 أفريل 1958 إلى جانب فرحات عباس، عبد الحفيظ بوصوف، عبد الحميد مهري، أحمد فرنسيس وأحمد بومنجل.
- عين كعضو بالمجلس الوطني للثورة الجزائرية.

## بعد الاستقلال
ومما تقلده من المناصب بعد الاستقلال:
- عين نائب بأول مجلس وطني جزائري مستقل من 1962 إلى 1964؛
- شارك في أول مجلس إسلامي أعلى في الجزائر سنة 1966 وعين كعضو؛
- عين كرئيس شرفي لجمعية العلماء المسلمين الجزائريين.

## آثاره
خلف مكتبة هائلة زاخرة بشتى أمهات الكتب القديمة والحديثة من كل فن من فنون المعرفة، وقد قدمها هدية لمكتبة جامعة الأمير عبد القادر للعلوم الإسلامية (تحتوي على 770 كتابا)، نجد في الديانات (251 كتابا)، في التاريخ (184 كتابا)، في الآداب (102 كتابا)، في المعارف العامة (33 كتابا)، في الفلسفة (25 كتابا)، في العلوم الاجتماعية (41 كتابا)، وفي اللغات (17 كتابا). 

أصدر مذكراته بعنوان «مذكرات الشيخ محمد خير الدين» في جزئين:
- الجزء الأول يشتمل على كل نشاطه منذ صغره إلى قيام الثورة التحريرية.
- الجزء الثاني الذي فيه يتحدث على كل نشاطه منذ قيام الثورة التحريرية إلى غاية الاستقلال.

له أيضا مجموعة من المقالات التي كتبها في جرائد وصحف الجمعية وقد كتب الأغلبية منها في البصائر، وبعضها في الشهاب، وهي تعالج مختلف المواضيع الدينية والتعليمية.

ترك أثرا ماديا هو مسجد «السنة» الذي بناه في الثمانينات بمدينة بسكرة.

## وفاته
تُوفي الشيخ محمد خير الدين يوم الجمعة 26 جمادى الثانية 1414 هـ، الموافق ل 10 ديسمبر 1993 م، في الجزائر العاصمة بعد مرض عضال ثم نقل جثمانه إلى بسكرة ودفن يوم 11 ديسمبر بعد صلاة العصر في روضة أسرته بمقبرة البخاري.